# Mathilde của Sachsen
Mathilde của Sachsen (19 tháng 3 năm 1863 – 27 tháng 3 năm 1933) là con gái của Georg I của Sachsen và Maria Ana của Bồ Đào Nha. Mathilde là chị gái của vị vua cuối cùng của Vương quốc Sachsen là Friedrich August III của Sachsen.